# 교토 교엔

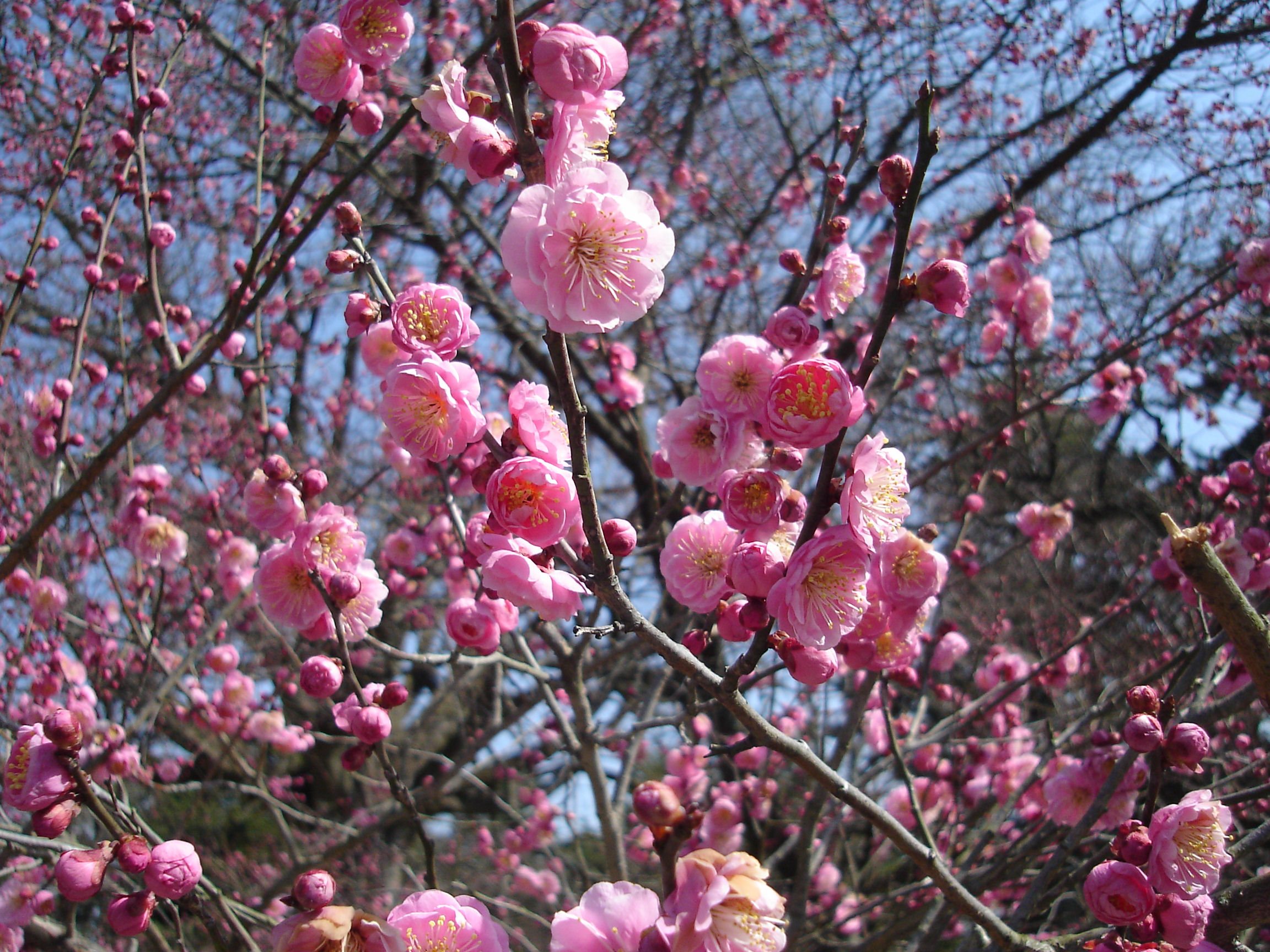
매화 (교토 어원 내 매화 숲)

교토 어원(일본어: 京都御苑 교토교엔[*])은 교토부 교토시 가미교구에 있는 국민 공원이다. 교토 어소 주변 지역을 가리키는 말이기도 하다.

## 개요
1877년 메이지 천황이 도쿄(에도성)로 거처를 옮긴후, 구게 저택 등이 많은 교토 어소 주변은 방치되었다. 치안 유지를 위해 빈집인 구게 저택들은 철거 정비된 후 교토 교엔이 되었다. 1949년 국민 공원으로 일반에 개방되었고 현재는 교토 어소, 센토 어소, 교토 오미야 어소 등이 있으며, 교토 교엔 안쪽은 궁내청에서 관할하고, 그 밖에 것은 일본 환경성에서 관리한다.
교토 교엔은 데라마치 대로(동쪽), 가라스마 대로(서쪽), 마루타마치 대로(남쪽), 이마데가와 대로(북쪽)로 둘러 싸인 범위 내에 있으며 넓이는 63만 제곱미터이다. 많은 수목으로 울창한 공원내에는 교토 어소, 센토 어소, 교토 오미야 어소, 궁내성 교토사무소, 황궁경찰본부 교토호위서 등 궁내청 및 황궁 경찰기관과 관련된 시설을 비롯, 구조 가문의 저택 등 적지 않은 구게 저택 등이 있다. 그 밖에도 운동장과 테니스 코트가 있어 시민의 휴식처로 안성맞춤이다. 또, 2005년 4월에는 교토 영빈관이 개관하였다.
유의할 점은 공원 내 교토부 경찰과 황궁 경찰이 항상 순시하고 있으며, 교토 어소와 센토 어소의 담에는 센서가 있어 가까이 가면 반응한다.

## 하마구리 어문
하마구리 문(蛤御門)의 정식 명칭은 신자이케 문(新在家御門)이며 하마구리(蛤)는 일본어로 대합조개를 뜻한다. 원래는 열지 않는 문이었지만, 1788년 덴메이 대화재 때 비로소 문을 열었기 때문에 [炎で貝が開く(불길 때문에 조개가 입을 열었다)]라는 비유로 하마구리 문이라고 불렸다고 한다. 1864년 존왕양이파(조슈번)과 에도 막부(아이즈번)간의 싸움이 있던 곳이기도 하다. 이 싸움을 긴몬의 변(禁門の変)이라고 한다. 현재에도 문에서 총탄 자국을 찾을 수 있다.

## 교통
- 교토 시 지하철 마루타마치역, 이마데가와역
- 게이한 전기철도 데마치야나기 역, 마루타마치 역